# Petrosawodsk

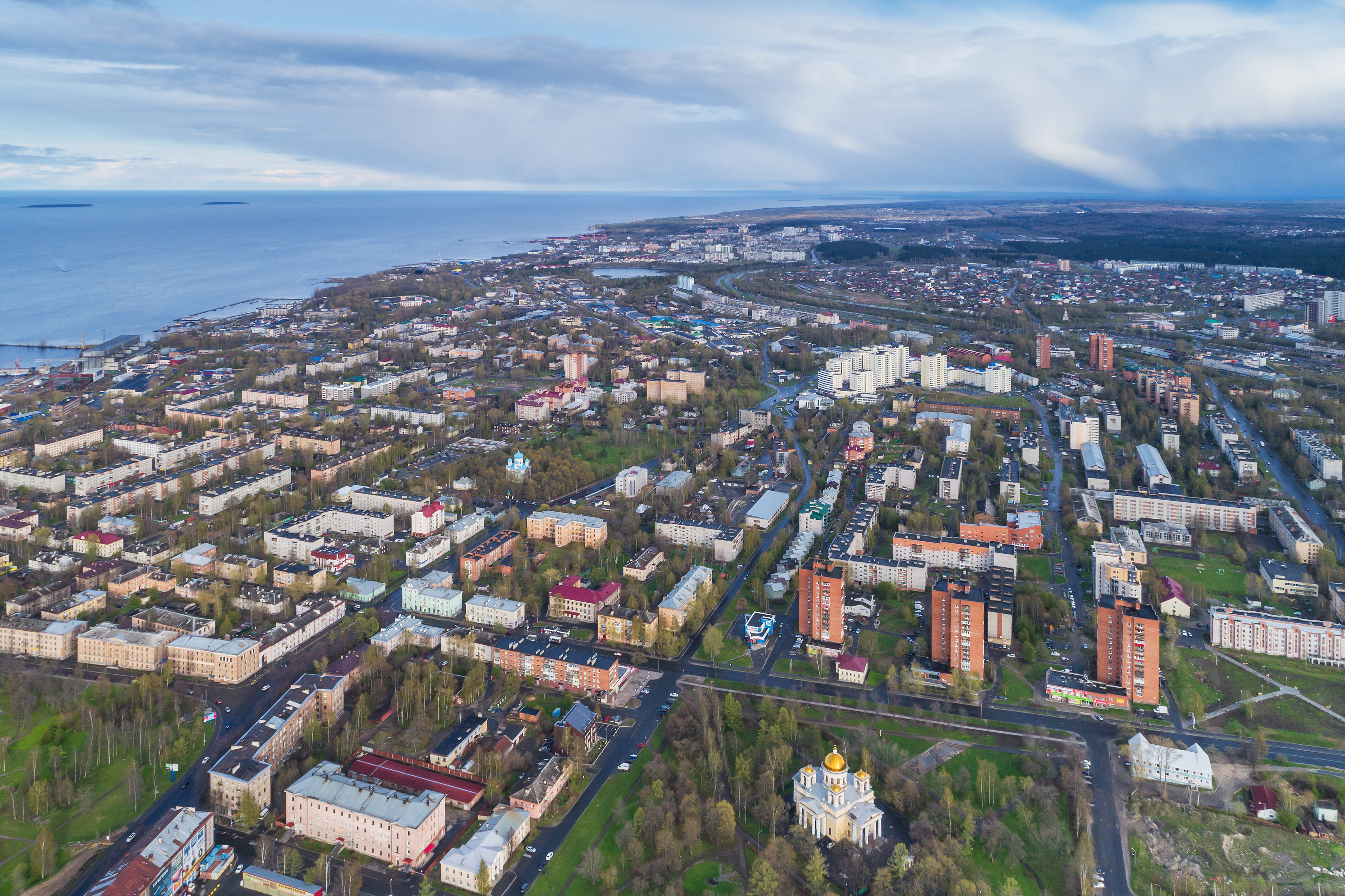
Luftbild von Petrosawodsk

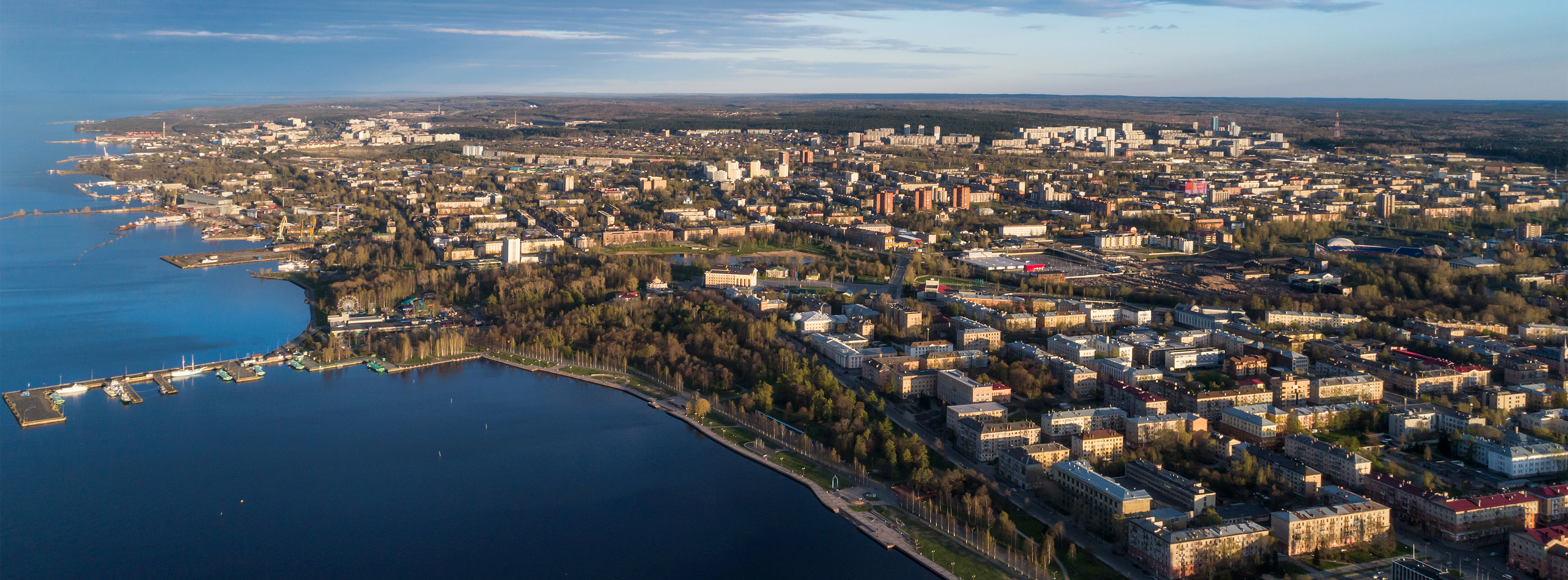
Ufer des Onegasees in Petrosawodsk

Petrosawodsk (russisch Петрозаво́дск; karelisch, finnisch und wepsisch Petroskoi) ist die Hauptstadt der Republik Karelien, Russland, mit 261.987 Einwohnern (Stand 14. Oktober 2010). Sie liegt am Onegasee rund 400 km nordöstlich von Sankt Petersburg.

## Geschichte

### Anfänge
Archäologische Funde auf dem Stadtgebiet beweisen, dass es bereits vor etwa 7000 Jahren eine Ansiedlung an der Stelle von Petrosawodsk gegeben hat. Die heutige Stadt ging jedoch aus den Dörfern hervor, die sich seit dem Mittelalter am hiesigen Ufer des Onegasees befanden.

### Gründung der Stadt
Der Stadtteil Solomennoje wurde bereits im 16. Jahrhundert erwähnt. Die Stadt Petrosawodsk selbst wurde jedoch erst 1703 mit dem Bau des Eisen- und Kanonenwerkes (petrosawod = „das Peter-Werk“) am Flüsschen Lossossinka gegründet. Dort wurde Kriegsmaterial für die Nordischen Kriege produziert. Um das Werk herum wuchs die Siedlung, in der die Arbeiter wohnten.
Am 21. März 1777 erhielt Petrosawodsk die Stadtrechte. Daraufhin wurde die Stadt 1781 zum Zentrum des Gouvernement Olonez ernannt. In der ersten Hälfte des 19. Jahrhunderts wurde Petrosawodsk zum Bischofssitz. Im Laufe des Jahrhunderts entwickelte es sich außerdem zum Verbannungsort für politische Gegner des russischen Zaren.

### 1917 bis 1991
Nach der Oktoberrevolution 1917 wurde in Petrosawodsk im Januar 1918 die Sowjetmacht errichtet. 1920 wurde die Stadt zur Hauptstadt der Karelischen Arbeiterkommune, 1923 zur Hauptstadt der neu gegründeten Karelischen ASSR, 1940–1956 der Karelo-Finnischen SSR.
Während des Fortsetzungskrieges zwischen der Sowjetunion und Finnland war Petrosawodsk von Oktober 1941 bis Juni 1944 von finnischen Truppen besetzt und trug in diesen Jahren den Namen Äänislinna. In der Stadt bestand das Kriegsgefangenenlager Nr. 120 für deutsche Kriegsgefangene des Zweiten Weltkriegs. Schwer Erkrankte wurden im Kriegsgefangenenhospital Nr. 5879 versorgt.

### Seit 1991
Seit 1991 ist Petrosawodsk Hauptstadt der Republik Karelien.
2013 wurde Galina Schirschina für die Partei Jabloko als erste Bürgermeisterin der Stadt gewählt. 2015 wurde sie vom Stadtsowjet abgesetzt, zur Nachfolgerin wurde Irina Miroschnik bestimmt.

## Bevölkerung
2010 waren 86,7 % der Bevölkerung Russen. Weitere Volksgruppen waren Karelier mit 9889 Personen (4,0 %), Finnen mit 4493 Personen (1,8 %), Belarussen, Ukrainer, finno-ugrische Wepsen, Juden, Roma und andere Nationalitäten.
Bevölkerungsentwicklung (1897–2010)
| Jahr | Einwohner |
| ---- | --------- |
| 1897 | 012.522   |
| 1926 | 026.000   |
| 1939 | 069.723   |
| 1959 | 135.256   |
| 1970 | 184.481   |
| 1979 | 234.103   |
| 1989 | 269.485   |
| 2002 | 266.160   |
| 2010 | 261.987   |

Anmerkung: Volkszählungsdaten (1926 gerundet)
Nationalitäten (2002)

## Kultur
In Petrosawodsk befinden sich die Staatliche Universität Petrosawodsk, an die 2013 die vorher eigenständige Karelische Staatliche Pädagogische Akademie eingegliedert wurde, das Staatliche Konservatorium „Alexander Glasunow“, außerdem fünf Theater, darunter das von Jelisaweta Natanowna Tschetschik erbaute Musik-Theater der Republik Karelien, drei Museen, mehrere Kinos, darunter das von Tamara Wladimirowna Kowalewskaja 1978 erbaute Kino Kalevala, Bibliotheken und andere Kultureinrichtungen.
Im Sommer finden in Petrosawodsk mehrere Musikfestivals statt. Darunter das Festival „Weiße Nächte“ für klassische Musik und das Rockfestival „Wosduch“ (Luft).
Seit 1993 wird in Petrosawodsk in wepsischer Sprache die Zeitschrift Kodima herausgegeben, das wichtigste Sprachrohr der Minderheit der einheimischen finno-ugrischen Wepsen.

## Sehenswürdigkeiten

### Denkmäler
- Denkmal für Zar Peter den Großen, Gründer von Petrosawodsk, des Bildhauers Iwan Nikolajewitsch Schröder und des Architekten Ippolito Monighetti, errichtet 1872/1873
- Denkmal für Wladimir Iljitsch Lenin auf dem Platz des 25. Oktober, Bildhauer Matwei Genrichowitsch Maniser
- Denkmal für Otto Wille Kuusinen, errichtet 1973, Bildhauer Boris Iwanowitsch Djuschew (1928–1998), Architekten Alexander Alekseevich Zavarzin (1900–1980) und Evgeniy Kulagi

- „Tübinger Pflockfeld“ am Ufer des Onegasees. Das Städtepartnerschaftsdenkmal der Stadt Tübingen wurde 1994 vom Bildhauer CHC Geiselhart geschaffen und installiert. Diese begehbare Skulptur besteht aus 61 fest verankerten Edelstahl-Stelen an der Uferpromenade des Onegasees, die im Stahlwerk von Petrosawodsk angefertigt wurden. An sechzehn dieser Stelen sind jeweils acht Erinnerungssteine aus beiden Partnerstädten montiert.[3]

### Kirchen
- Alexander-Newski-Kathedrale, erbaut von 1826 bis 1832 im klassizistischen Stil
- Katharinenkirche, erbaut 1877/1878
- Heilig-Kreuz-Kathedrale, erbaut von 1848 bis 1852
- Katholische Kirche der Gottesmutter der Immerwährenden Hilfe, erbaut von 1898 bis 1904

### Bauwerke im Stil desSozialistischen Klassizismus
- Garnisonshaus der Offiziere, erbaut 1952
- Gebäude des Musik- und Dramatheaters der Republik Karelien, erbaut von 1952 bis 1955, Architekten Jelisaweta Natanowna Tschetschik und Savva Grigorjewitsch Brodsky
- Kulturhaus des Onega Traktorenwerks, erbaut 1958
- Hauptbahnhof, erbaut von 1953 bis 1955

### Museen
- Das Museum der Schönen Künste der Republik Karelien wurde 1960 gegründet und befindet sich im Gebäude des ehemaligen Provinz-Männergymnasiums Olonets aus dem Jahr 1790. Es präsentiert folgende Ausstellungen: Ikonographie des antiken Karelien, Volkskunst Kareliens, Kunst Kareliens des 20. Jahrhunderts, Russische Kunst des 18.–20. Jahrhunderts, Westeuropäische Kunst. Insgesamt umfasst die Sammlung des Museums mehr als 16.000 Objekte und der Bestand der Bibliothek mehr als 17.000 Dokumente.
- Das Nationalmuseum der Republik Karelien ist das größte Museum in Petrosawodsk und wurde 1871 vom Gouverneur der Provinz Olonets, G. G. Grigoriev, gegründet. Es befindet sich im ehemaligen Gouverneurshaus aus dem Ende des 18. Jahrhunderts. Die Dauerausstellung umfasst Objekte zur Natur, Archäologie und Geschichte Kareliens.

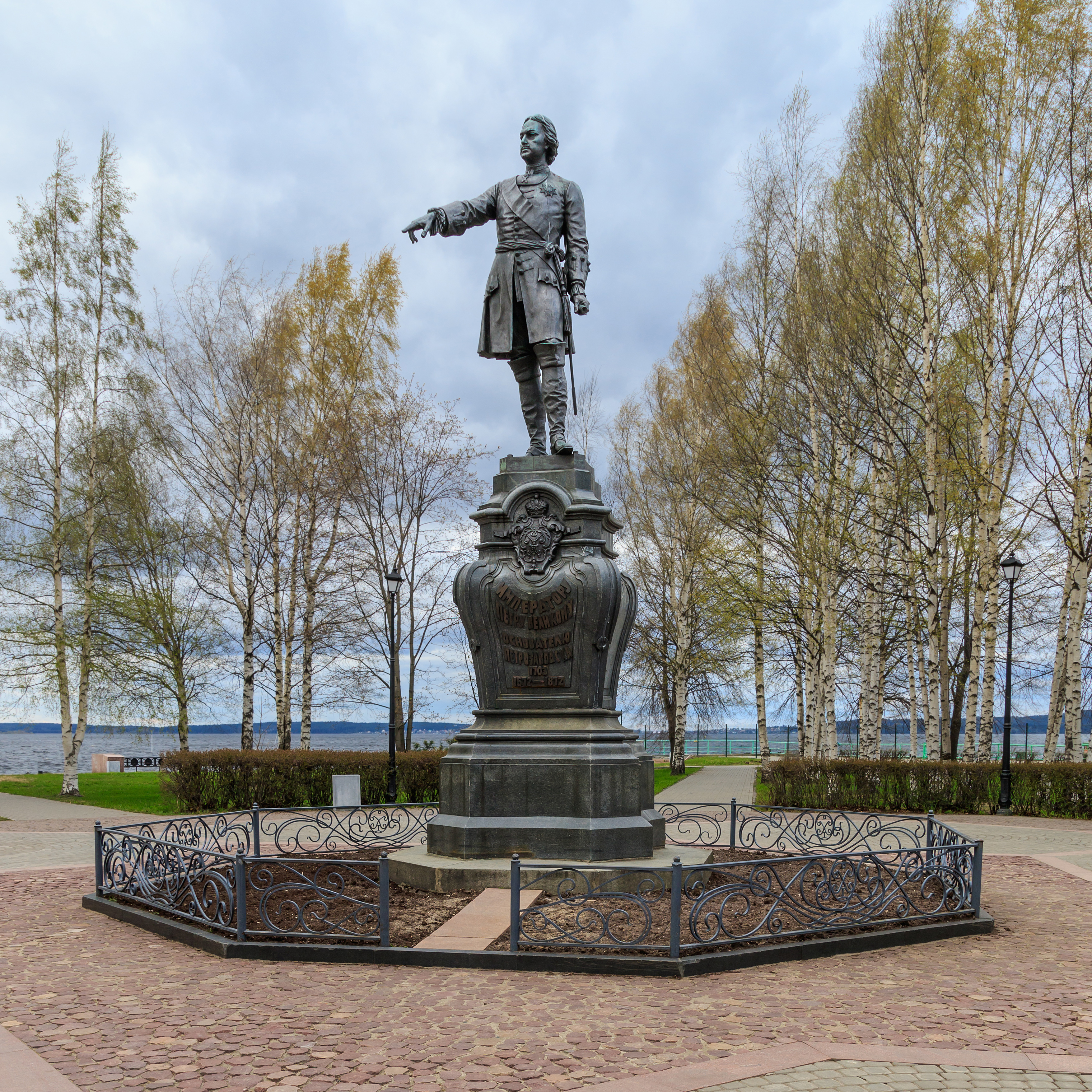
Denkmal Peters des Großen
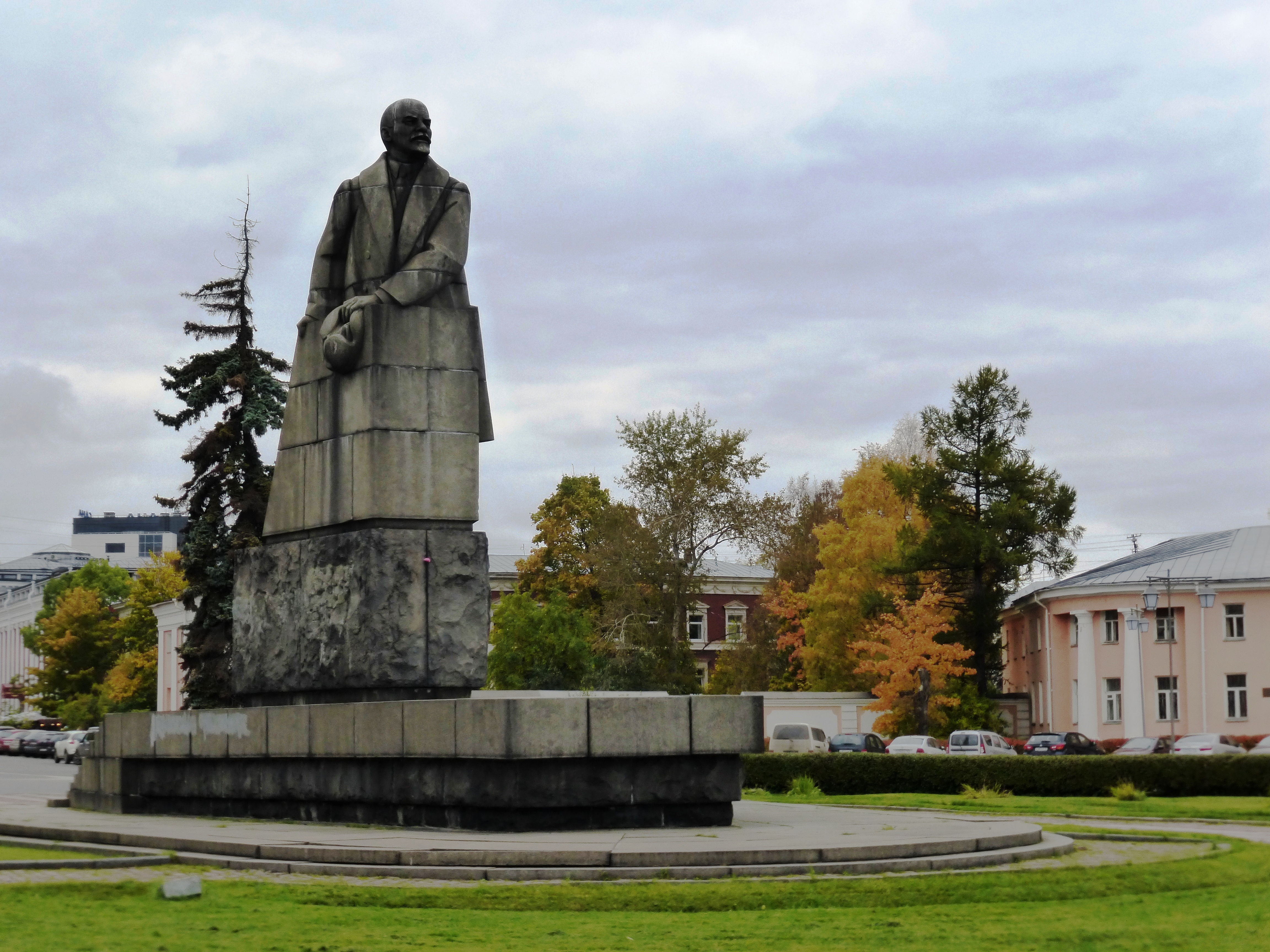
Lenindenkmal
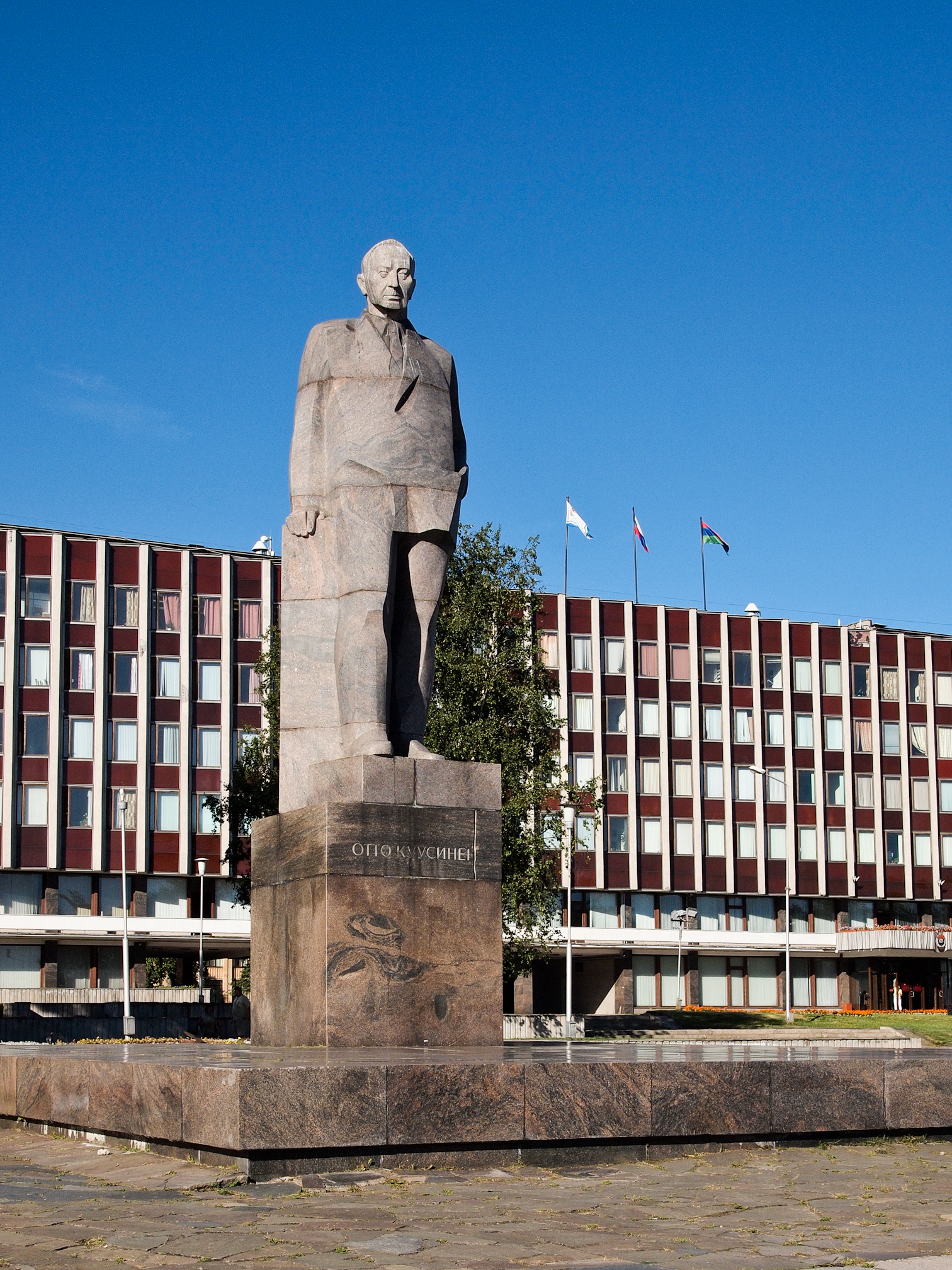
Denkmal für Otto Wille Kuusinen
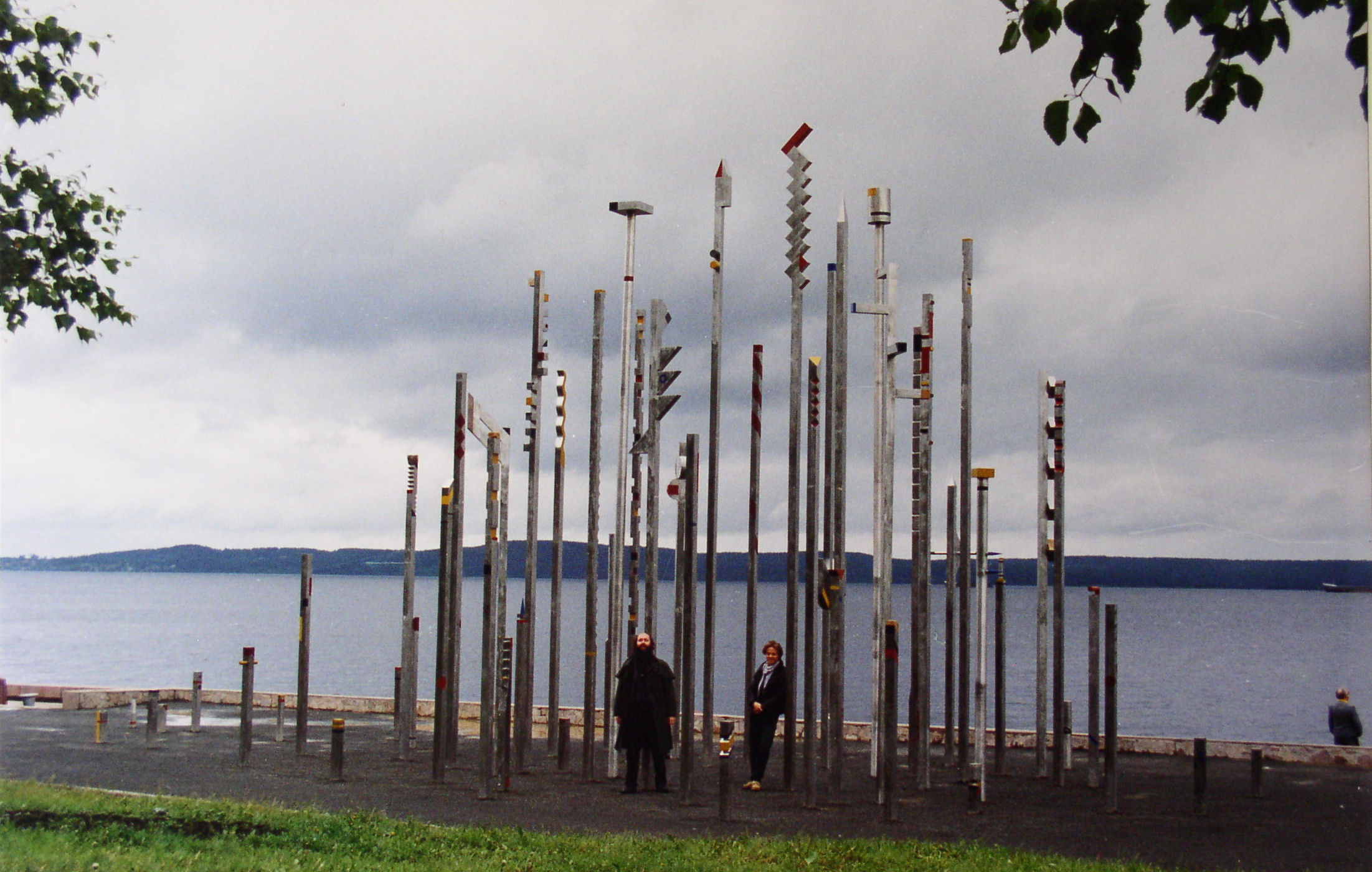
Tübinger Pflockfeld
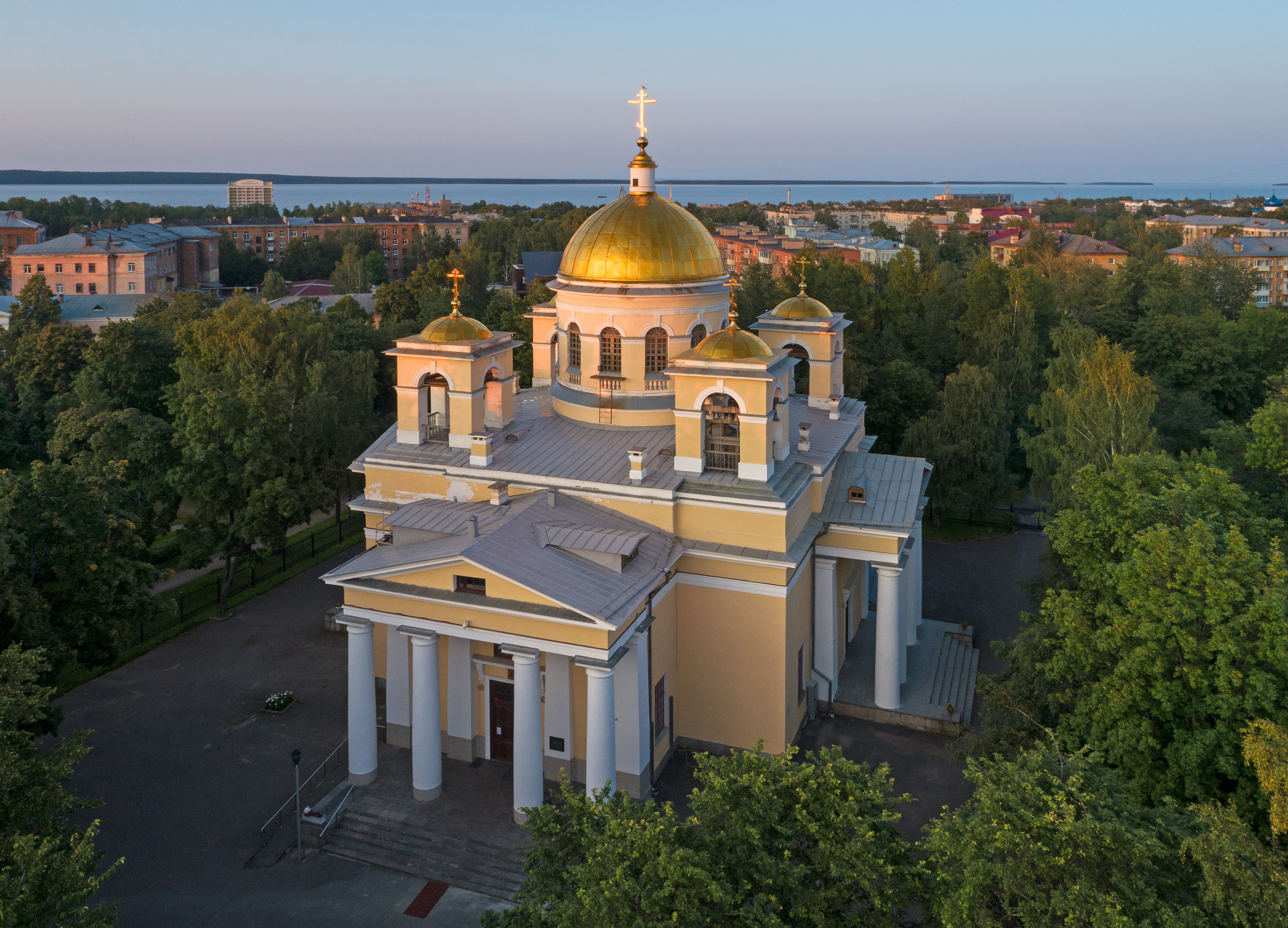
Alexander-Newski-Kathedrale
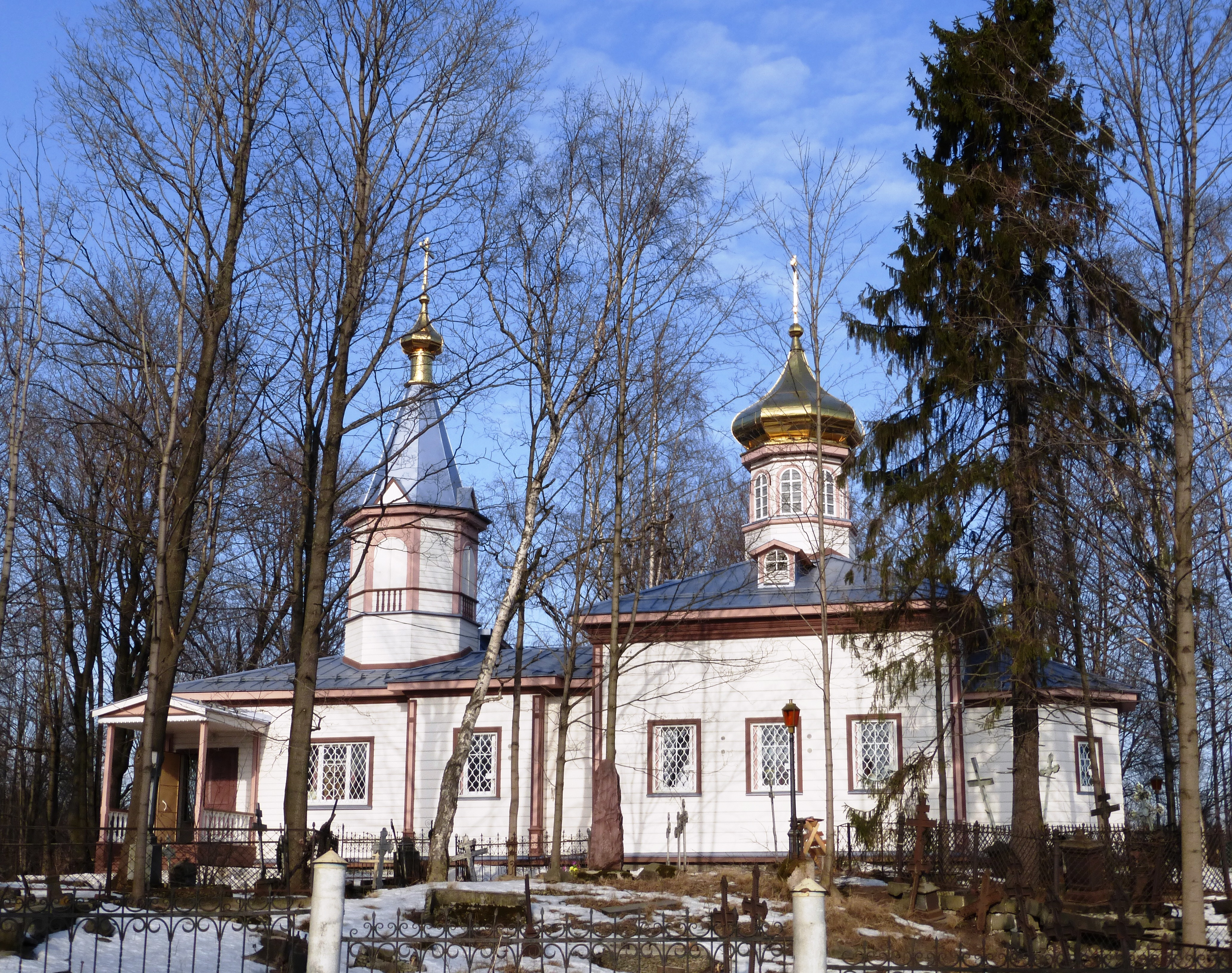
Katharinenkirche
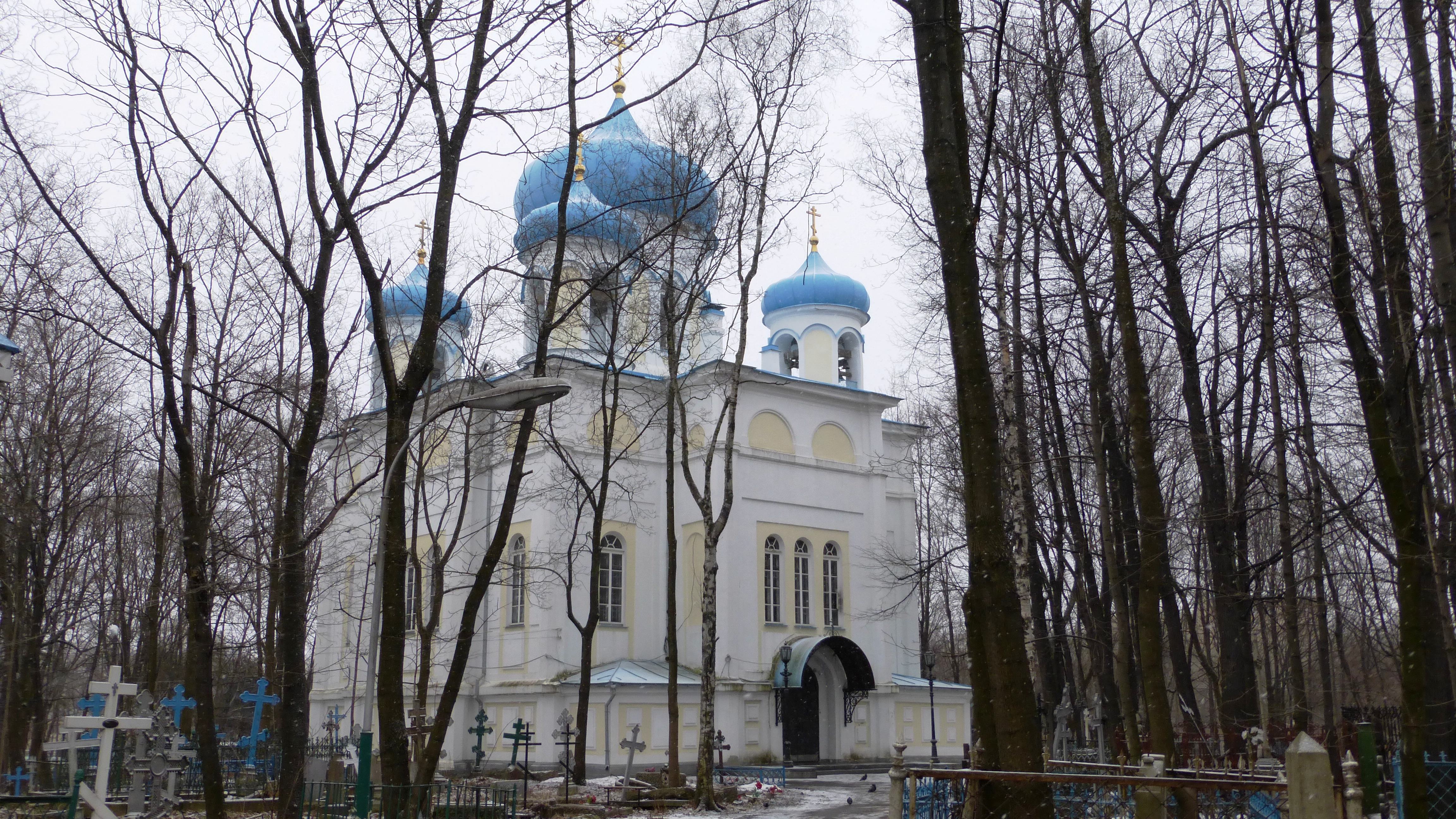
Heilig-Kreuz-Kathedrale
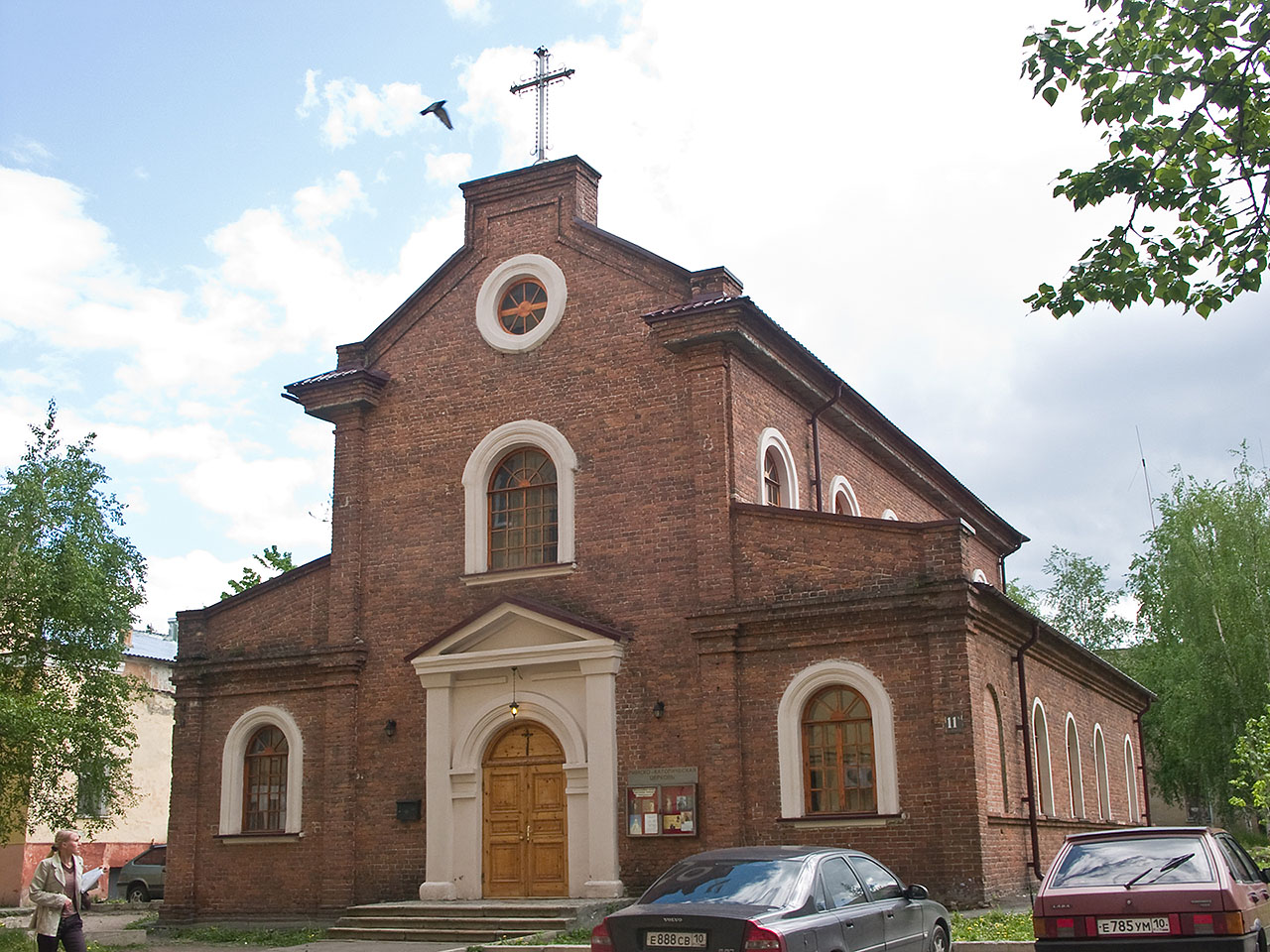
Katholische Kirche
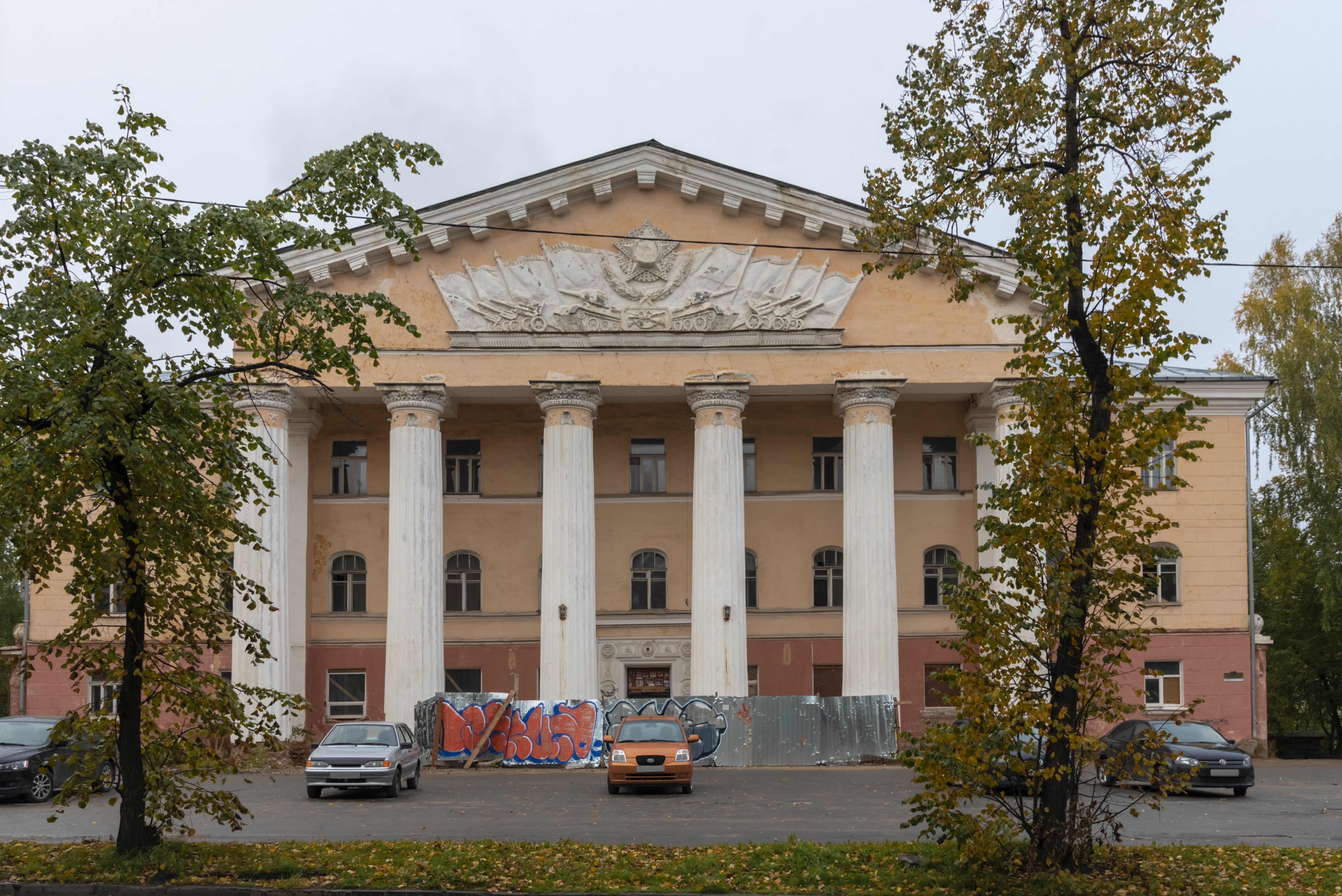
Garnisonshaus der Offiziere
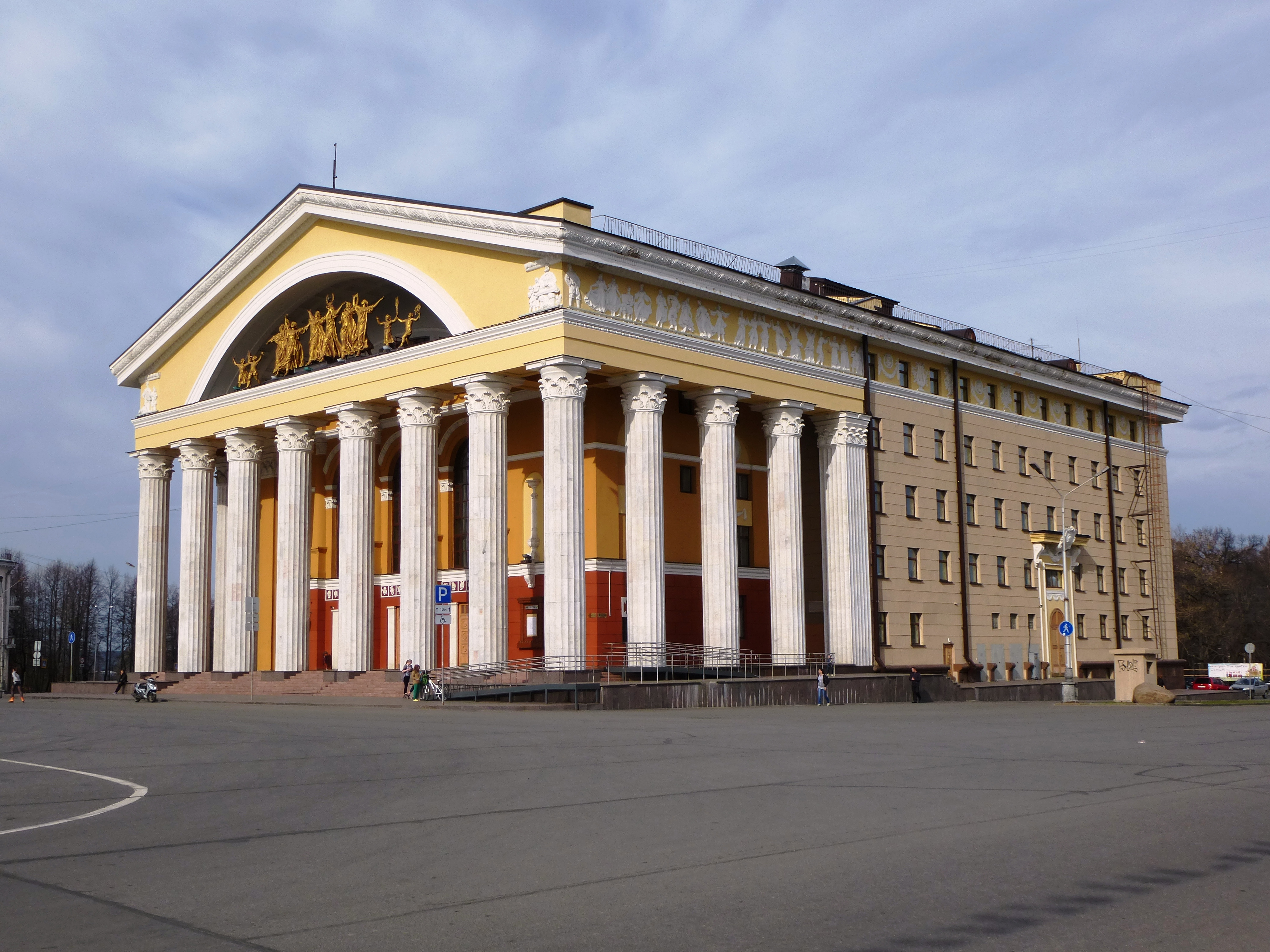
Musik- und Dramatheater
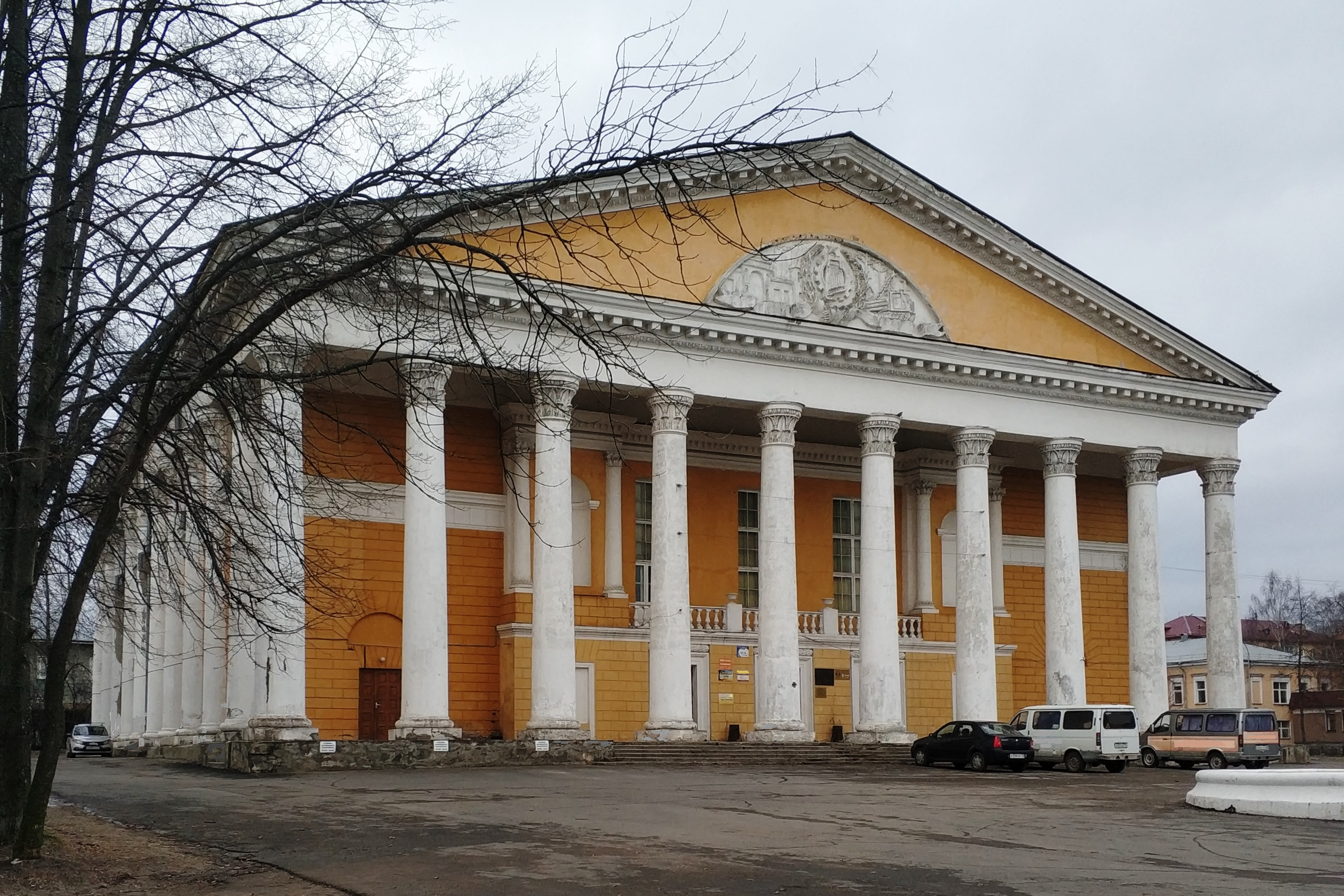
Kulturhaus des Onega Traktorenwerks
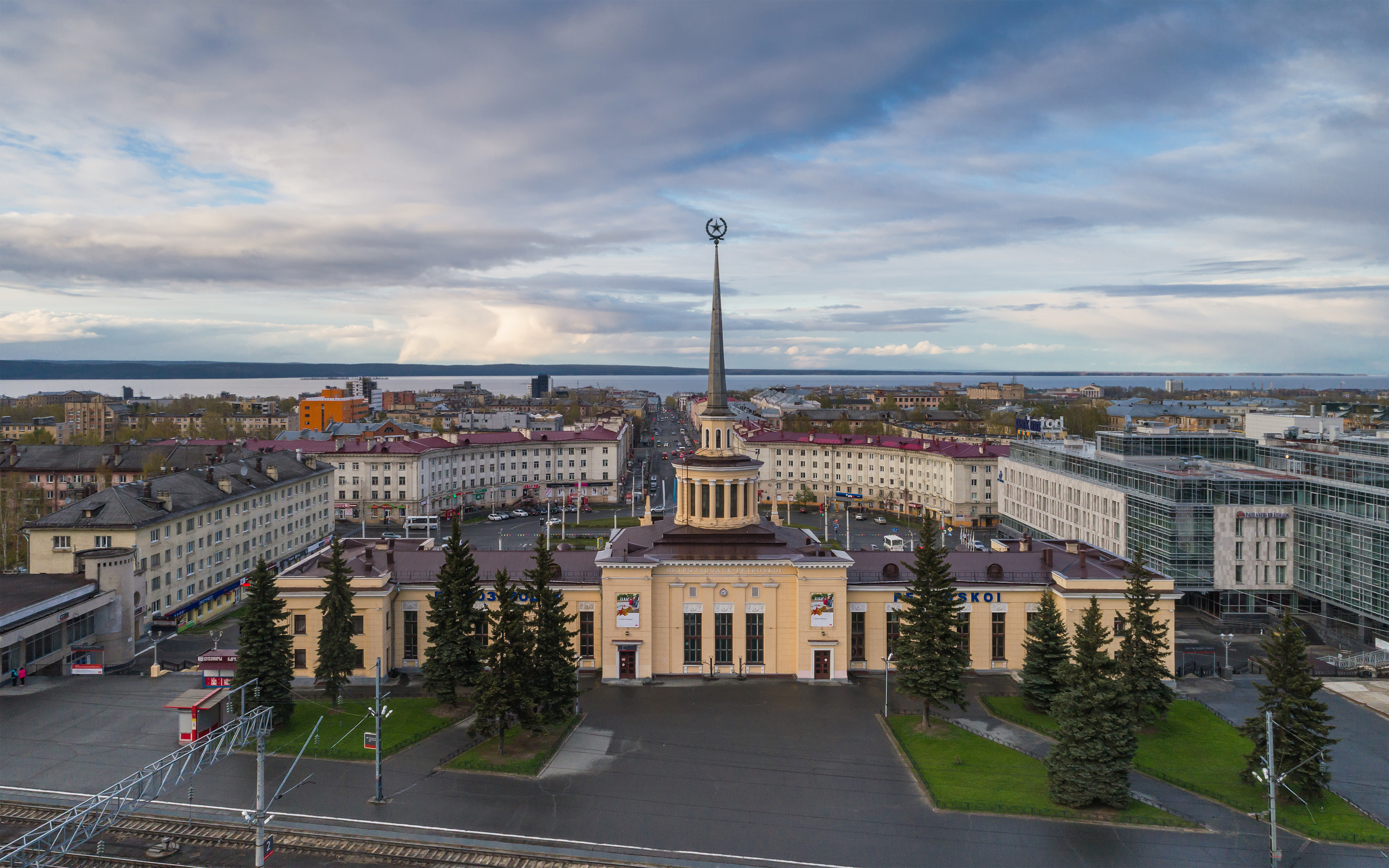
Hauptbahnhof
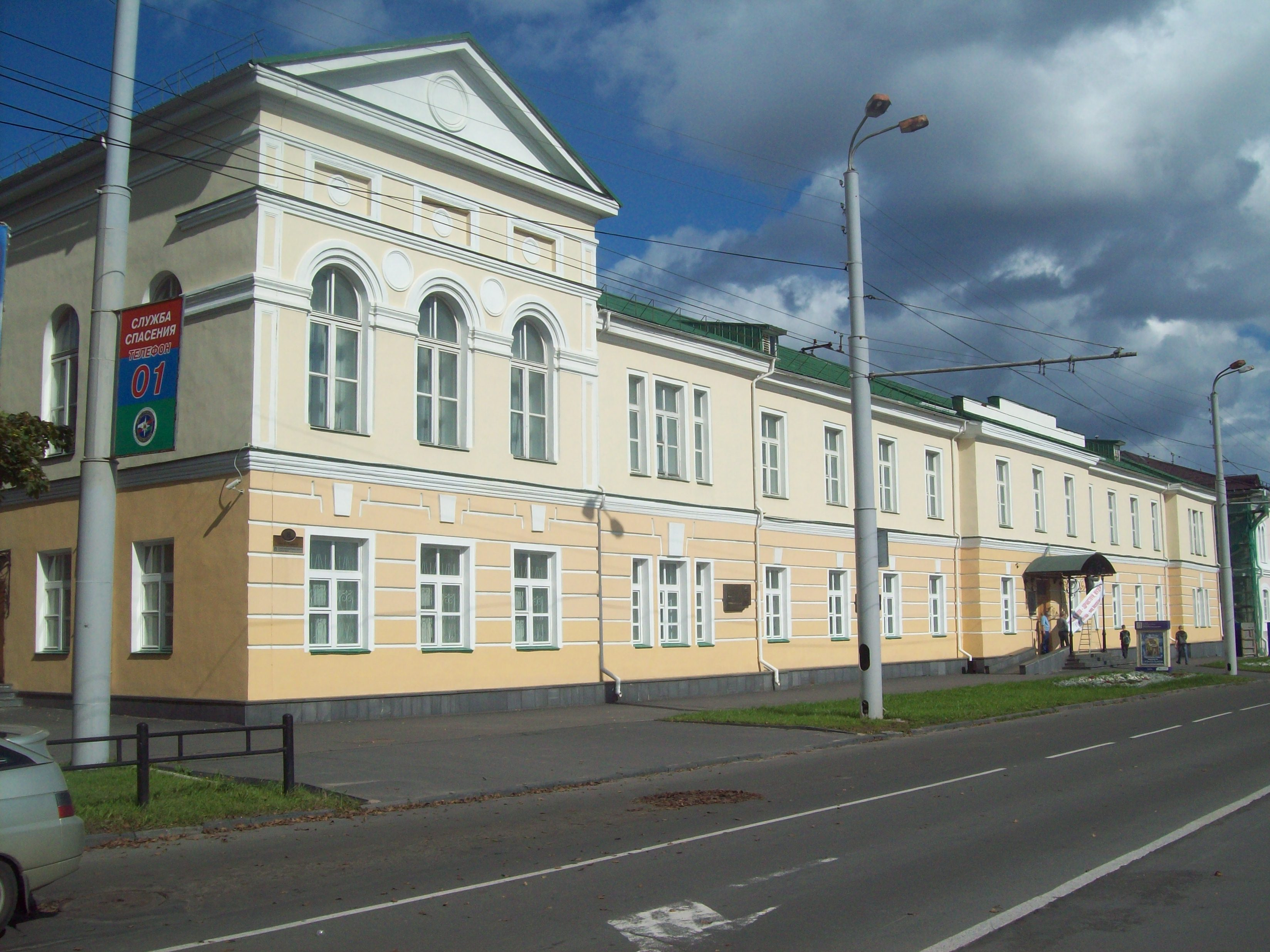
Kunstmuseum
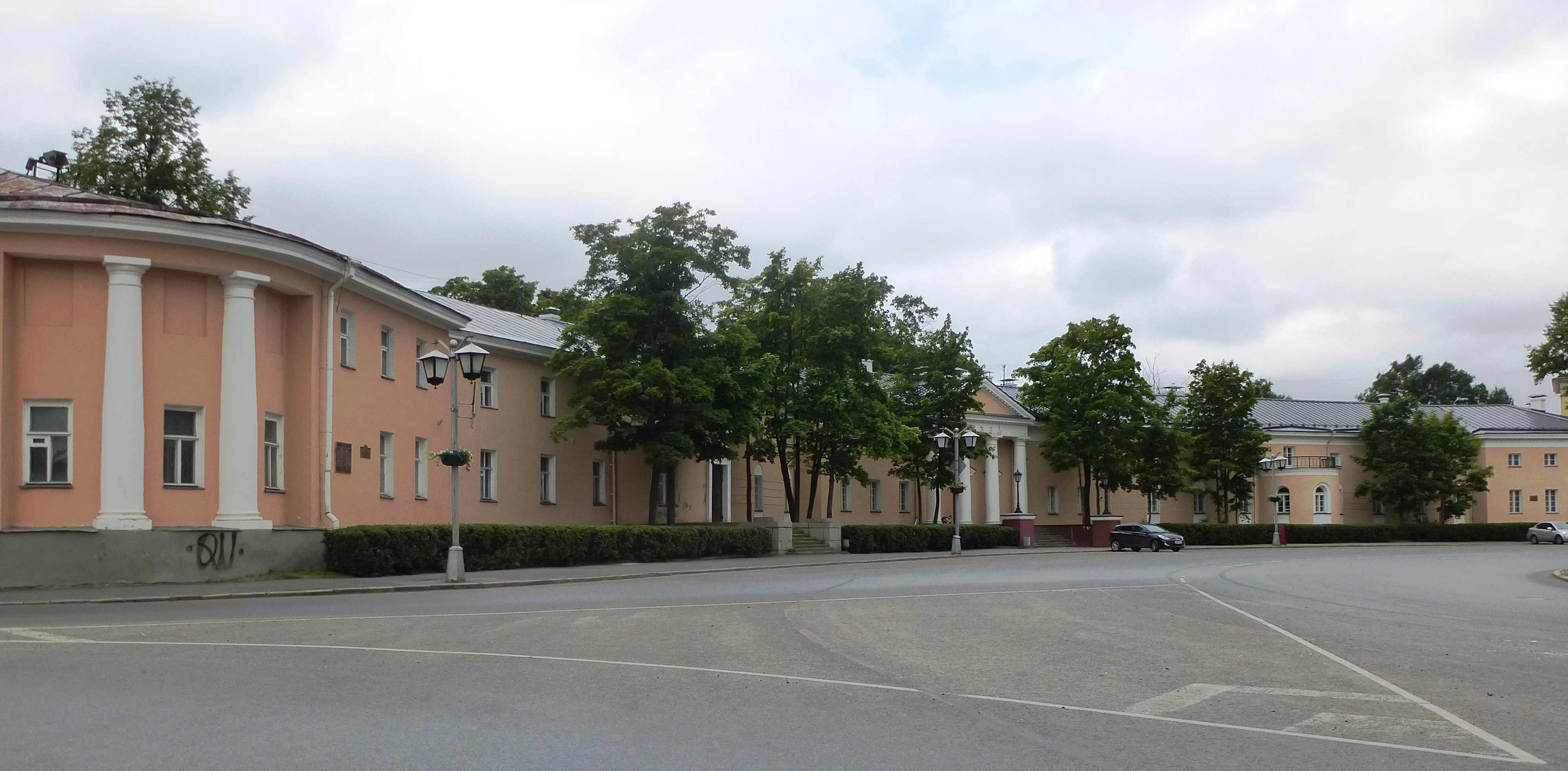
Nationalmuseum der Republik Karelien

## Wirtschaft
In Petrosawodsk befinden sich holzverarbeitende Industrie, Möbelindustrie, Fischverarbeitung und Werften.

## Verkehr
Petrosawodsk ist mit der russischen Metropole Sankt Petersburg über die Fernstraße R21 Kola verbunden. Der Hauptbahnhof von Petrosawodsk liegt an der Murmanbahn, die von Sankt Petersburg nach Murmansk verläuft. Vom Flughafen Petrosawodsk werden mehrere russische Städte angeflogen.

## Partnerstädte
Petrosawodsk listet folgende dreizehn Partnerstädte auf:
| Stadt          | Land                                | seit |
| -------------- | ----------------------------------- | ---- |
| Alytus         | Litauen                             | 2007 |
| Brest          | Belarus                             | 2002 |
| Duluth         | Minnesota, Vereinigte Staaten       | 1987 |
| Joensuu        | Finnland                            | 1994 |
| La Rochelle    | Nouvelle-Aquitaine, Frankreich      | 1973 |
| Mykolajiw      | Ukraine                             | 2002 |
| Narva          | Ida-Viru, Estland                   | 2011 |
| Neubrandenburg | Mecklenburg-Vorpommern, Deutschland | 1983 |
| Portomaggiore  | Emilia-Romagna, Italien             |      |
| Rana           | Nordland, Norwegen                  | 1992 |
| Tübingen       | Baden-Württemberg, Deutschland      | 1989 |
| Umeå           | Västerbotten, Schweden              | 1976 |
| Varkaus        | Finnland                            | 1975 |
| Wagharschapat  | Armenien                            | 2004 |

## Söhne und Töchter der Stadt
- Robert Armstrong (1790–1865), russischer Bergbauingenieur
- Nikolai Butenew (1803–1870), Bergingenieur, Geologe und Metallurg
- Konstantin Butenew (1805–1869), Bergbauingenieur
- Pjotr Doroschin (1823–1875), Bergbauingenieur und Forschungsreisender
- Nikolai Solowjow (1846–1916), Komponist und Musikpädagoge
- Michail Perchin (1860–1903), Goldschmied und Werkstattleiter in der Manufaktur von Carl Peter Fabergé
- Wladimir Lebedinski (1868–1937), Physiker und Hochschullehrer
- Marina Ryndsjunskaja (1877–1946), Bildhauerin
- Jekaterina Gorsch (1896–1987), Bibliothekswissenschaftlerin und Hochschullehrerin
- Alexei Markuschewitsch (1908–1979), Mathematiker
- Nikolai Gussakow (1934–1991), Nordischer Kombinierer
- Tamara Manina (* 1934), Turnerin und Autorin
- Sergei Kisljakow (* 1950), Mathematiker
- Andrei Makejew (1952–2021), Basketballspieler
- Natalja Kozjuba (* 1954), Ökonomin
- Sergei Katanandow (* 1955), Oberhaupt (1998–2010) der Republik Karelien
- Juri Dmitrijew (* 1956), Menschenrechtler
- Wladimir Dratschow (* 1966), Biathlet
- Olga Davydova-Minguet (* 1967), Ethnologin und Hochschullehrerin
- Wadim Saschurin (* 1970), belarussischer Biathlet
- Witali Tschernyschew (* 1981), russisch-belarussischer Biathlet
- Raman Wiralajnen (* 1981), russisch-belarussischer Skilangläufer
- Dmitrij Vaľukevič (* 1981), slowakischer Dreispringer belarussischer Herkunft
- Timur Dibirow (* 1983), Handballspieler
- Alexei Koslow (* 1986), Fußballnationalspieler
- Katharina Martin-Virolainen (* 1986), russlanddeutsche Autorin und Kulturschaffende
- Artjom Woroschilo (* 1988), Eishockeyspieler
- Anastassija Maximowa (* 1991), rhythmische Sportgymnastin und Olympiasiegerin
- Alexander Sonderegger (* 1991), russisch-deutscher Pianist und Hochschuldozent
- Wladislaw Larin (* 1995), Taekwondoin
- Vladimir Aceti (* 1998), italienischer Leichtathlet

## Klimatabelle
|                       | Jan   | Feb   | Mär  | Apr  | Mai  | Jun  | Jul  | Aug  | Sep  | Okt | Nov  | Dez   |   |     |
| Mittl. Tagesmax. (°C) | −8,3  | −6,8  | −1,0 | 5,3  | 13,3 | 18,4 | 20,6 | 18,2 | 12,5 | 5,9 | −0,4 | −4,8  | ⌀ | 6,1 |
| Mittl. Tagesmin. (°C) | −15,0 | −13,1 | −7,9 | −2,2 | 3,6  | 8,8  | 11,6 | 10,3 | 5,6  | 0,8 | −4,9 | −10,8 | ⌀ | −1  |
|                       |       |       |      |      |      |      |      |      |      |     |      |       |   |     |
| Niederschlag (mm)     | 30    | 23    | 31   | 35   | 41   | 59   | 70   | 85   | 70   | 56  | 45   | 40    | Σ | 585 |
|                       |       |       |      |      |      |      |      |      |      |     |      |       |   |     |
| Regentage (d)         | 9     | 7     | 9    | 9    | 7    | 10   | 10   | 12   | 12   | 12  | 12   | 11    | Σ | 120 |

| −15,0 |

| −13,1 |

| −7,9 |

| −2,2 |

| 3,6 |

| 8,8 |

| 11,6 |

| 10,3 |

| 5,6 |

| 0,8 |

| −4,9 |

| −10,8 |

| −15,0 |

| −13,1 |

| −7,9 |

| −2,2 |

| 3,6 |

| 8,8 |

| 11,6 |

| 10,3 |

| 5,6 |

| 0,8 |

| −4,9 |

| −10,8 |